# Георги Цанков (политик)
Вижте пояснителната страница за други личности с името Георги Цанков.
Георги Цанков Веселинов е български партизанин, политик от Българската комунистическа партия (БКП) и офицер от Държавна сигурност (генерал-полковник). С работата си като вътрешен министър играе активна роля в политическите насилия и извършваните от министерството противозаконни дейности през 50-те години на XX век.

## Биография

### Произход, образование и младежки години
Георги Цанков е роден на 8 април (26 март*) 1913 година в село Кътина, Софийско. Няма данни дали Георги Цанков е получил някакво образование.

### Ранна политическа дейност
Цанков става член на БКП през 1932 година и до 1938 година е активен участник в прокомунистическите профсъюзи.
Участва в партизанското движение в България по време на Втората световна война. Между 1941 – 1944 г. ръководи терористични групи, организирани от БКП за извършване на убийства и саботажи в град София.

### В първите години на комунистическия режим
От Деветосептемврийския преврат от 1944 година до 1948 година е главен секретар на Централния комитет на Общия работнически професионален съюз, казионният профсъюз на формиращия се тоталитарен режим. От 27 февруари 1945 година е и член на Централния комитет (ЦК) на БКП, от 1946 година – народен представител, а от 9 декември 1947 до 20 януари 1950 година е член на Президиума на Народното събрание.
На 16 януари 1950 година Георги Цанков е избран, едновременно с бъдещия диктатор Тодор Живков, за секретар на ЦК на БКП (по организационните въпроси) и остава на този пост до 19 февруари 1951 година, когато става кандидат-член на Политбюро на ЦК на БКП. По същото време, на 9 януари 1951 година оглавява Министерството на вътрешните работи (МВР), а на 9 февруари получава и военизираното звание генерал-лейтенант.
Цанков е поставен начело на МВР като външен за системата човек, което има за цел от една страна да постави министерството под по-непосредствен контрол от страна на партийното ръководство, а от друга страна да систематизира и подобри организацията на работата му, включително чрез ограничаване на най-бруталните форми на насилие.

### След идването на власт на Тодор Живков
С избирането на Тодор Живков за първи секретар на ЦК на БКП на 4 март 1954 г. Цанков става пълноправен член на Политбюро. Той запазва и ключовия пост на вътрешен министър, като Живков разчита на лоялността му за утвърждаване на позицията си начело на режима. След Априлския пленум от 1956 година, когато ръководството на режима осъжда репресиите срещу бивши партийни функционери, Живков лично защитава Цанков с аргумента, че е имал смелостта да се противопостави на съветския натиск за още по-тежки репресии, стигайки дотам да иска отстраняването на съветския съветник Степан Филатов, оплаквайки се, че Филатов ръководи министерството вместо него. На официална среща от 3 май 1956 г. на Георги Цанков в качеството му на министър на вътрешните работи с ръководството на МВР във връзка с изводите по работата на ДС в светлината на Двадесетия конгрес на КПСС, Цанков казва:
Аз много време мислих и идвам до заключение, че два са основните лоста, които изкуствено могат да крепят култа към личността: Първо – пропагандата, която е много голяма сила и тя в Съветския съюз е изиграла своята роля и е била използвана в такива размери, в каквито не можем даже да си представим. Вторият лост – това са органите на сигурността, с които, където не помага пропагандата, там насилието и репресиите се явяват в допълнение и унищожават всичко, което може да пречи на една такава линия.
На 17 март 1962 година, при размествания в правителството, подготвящи поемането на ръководството му от Тодор Живков, Цанков е отстранен от поста на вътрешен министър и става заместник-председател на Министерския съвет. Повод за това стават обвинения срещу него за издевателствата в концентрационните лагери „Ловеч“ и „Скравена“. На 4 ноември същата година е отстранен от постовете си в Политбюро и Централния комитет на БКП, като на 20 ноември е гласувано освобождаването му от правителството. През 1964 г. е предсрочно прекратен и депутатският му мандат.

## Последни години
След отстраняването му през 1962 година Георги Цанков прекарва остатъка от живота си като пенсионер.
След отстраняването на Тодор Живков от ръководството на БКП през 1989 година Цанков прави няколко публични изявления, в които се опитва да оправдае работата си в МВР и отправя нападки към Живков, който по думите му привидно отхвърля култа към личността, само за да създаде „още по-злостен и по-коварен култ“ към своята собствена личност, подтикван от „властолюбие, безчестие и коварство до безумие“. Той не вижда грешки в работата си като министър, твърдейки, че „всичко нормално е вървяло при мен, докато съм бил в министерството“.
Георги Цанков умира на 21 ноември 1990 година в София.